# Scandinavian Journal of Rheumatology
Das Scandinavian Journal of Rheumatology, abgekürzt Scand. J. Rheumatol., ist eine wissenschaftliche Fachzeitschrift, die vom Taylor & Francis-Verlag veröffentlicht wird. Die Zeitschrift ist das offizielle Publikationsorgan der Scandinavian Society for Rheumatology und erscheint mit sechs Ausgaben im Jahr. Es werden Arbeiten veröffentlicht, die sich mit Rheuma beschäftigen.
Der Impact Factor des Journals lag im Jahr 2014 bei 2,527. Nach der Statistik des ISI Web of Knowledge wird das Journal mit diesem Impact Factor in der Kategorie Rheumatologie an 16. Stelle von 32 Zeitschriften geführt.